# Vol TAME 173
Le 11 juillet 1983, le vol TAME 173, exploité par un Boeing 737-200 de la compagnie aérienne nationale équatorienne, TAME, qui effectuait une liaison régulière intérieure depuis l'aéroport international Mariscal Sucre, désormais fermé, jusqu'à l'aéroport Mariscal Lamar de Cuenca, s'est écrasé contre une colline lors de l'approche finale, à seulement 1,6 km de sa destination finale, tuant les 119 passagers et membres d'équipages à bord. Il s'agit de l'accident aérien le plus meurtrier survenu en Équateur.

## Avion
L'appareil impliqué dans l'accident était un Boeing 737-2V2 Advanced, équipé de 2 turboréacteur de type Pratt & Whitney JT8D-17. Il a été fabriqué en 1981 et a effectué son premier vol le 11 juin de cette année. Lorsque Boeing l'a livré, il était immatriculé N8283V, mais lorsqu'il est arrivé dans la flotte de TAME en octobre 1981, son immatriculation a été changée en HC-BIG.

## Enquête
Les craintes initiales d'un possible sabotage ont été avancées par les autorités de l'aviation civile, après qu'une station de radio locale ait signalé des témoins affirmant avoir vu une explosion en vol. Au cours de l'enquête, cela a été rejeté en raison du manque de preuves corroborant cette hypothèse. Les autorités civiles de l'aviation ont ouvert une enquête, en collaboration avec le Conseil national de la sécurité des transports (NTSB).
Les résultats de l'enquête ont été présentés plusieurs mois plus tard et ont conclu que l'erreur de pilotage était la cause principale de l'accident. Plusieurs facteurs contributifs ont été identifiés au cours de l'enquête : la compagnie aérienne n'a pas été correctement dispensée de formation adéquate pour les pilotes sur le Boeing 737, l'équipage n'était pas parfaitement familiarisé avec les commandes de l'appareil et l'équipage a été distrait en essayant de localiser la piste dans un épais brouillard.
En conséquence, l'avion est passé en dessous de l'altitude minimale de sécurité dans un secteur à haut relief, enfin l'équipage a ignoré les alarmes émises par l'avertisseur de proximité du sol (GPWS) jusqu'à quelques secondes avant l'impact avec la colline.